# Reichsforstamt
Das Reichsforstamt war die oberste Reichsbehörde für Forst- und Jagdwesen, Holzwirtschaft, Naturschutz und Naturdenkmalpflege im NS-Staat. Es wurde mit dem „Gesetz zur Überleitung des Forst- und Jagdwesen auf das Reich“ errichtet, das am 3. Juli 1934 einstimmig von der Reichsregierung verabschiedet wurde. Der Wald sollte in seiner Bedeutung für Volk und Landeskultur erhalten und die Forstwirtschaft mit ihren Aufgaben der Arbeits- und Rohstoffversorgung für das deutsche Volk gefördert werden. Zu diesem Zweck sollte eine reichseinheitliche Behörde geschaffen werden, die auch der Gleichschaltung der vormaligen Landesbehörden dienen sollte.
An der Spitze der Behörde stand der Reichsforstmeister im Range eines Reichsministers. 1935 wurde das Reichsforstamt mit dem preußischen Landesforstamt vereinigt.
Neben dem Forstwesen wurde 1934 auch das Jagdwesen aus dem Reichsministerium für Ernährung und Landwirtschaft ausgegliedert und dem Reichsforstamt unterstellt. Für das Jagdwesen war zunächst die Abteilung IV zuständig. In Jagdsachen führte der Reichsforstmeister die Bezeichnung Reichsjägermeister.
Dem Reichsforstamt waren die Landesforstämter und die Forstämter des Reiches sowie die Landesforstverwaltungen und Forstämter der Länder nachgeordnet.

## Gliederung
Das Reichsforstamt gliederte sich bis 1936 in vier Abteilungen plus Stab:
- Zentral- und Personalabteilung (I) – Leitung: Oberlandforstmeister Adolf Kamlah (1899–1962)
- Forstverwaltung und Forstwirtschaftsbetrieb (II) – Leitung (1935–1941): Ministerialdirektor Otto Erb (* 23. Januar 1880 in Pirmasens, † 22. Dezember 1961 in Frankenthal)[2]
- Forst- und Holzwirtschaftspolitik (III) – Leitung: Ministerialdirektor Willi Parchmann
- Jagdabteilung (Reichsjagdamt) (IV) – Leitung: Oberstjägermeister Ulrich Scherping

Das Reichsforstamt übernahm im Frühjahr 1941 die Privatforstverwaltung vom Reichsnährstand und wurde auf neun (ab 1942: acht) Abteilungen erweitert, die im Wesentlichen bis 1945 bestehen blieben:
- Zentralabteilung (Z) (angegliedert das Referat Reichsverteidigung und Wehrwirtschaft) – Leitung: Ministerialdirigent und SS-Standartenführer Reinhold Maul[3]
- Personalabteilung (P) – Leitung: Erich Chrobog (Vater von Jürgen Chrobog)
- Abteilung Forstpolitik und Forstwissenschaft (F) (angegliedert die Kolonialgruppe K, die 1941 noch eine eigene Abteilung bildete) – Leitung: Willi Parchmann
- Abteilung Forstverwaltung und Forstwirtschaftsbetrieb (B)
- Abteilung Privatwald (W)
- Abteilung Holzwirtschaft (H)
- Reichsjagdamt (J) – Leitung: Ulrich Scherping
- Abteilung Naturschutz (N) Lutz Heck

## Leitung

### Reichsforstmeister (im Range eines Reichsministers) und Preußischer Landesforstmeister
| Name           | Amtsantritt  | Ende der Amtszeit |
| -------------- | ------------ | ----------------- |
| Hermann Göring | 3. Juli 1934 | 23. April 1945    |

### Generalforstmeister und Staatssekretär (ständiger Vertreter des Reichsforstmeisters)
| Name | Amtsantritt      | Ende der Amtszeit |
| --- | ---------------- | ----------------- |
| Walter von Keudell | 3. Juli 1934     | 1. November 1937  |
| Friedrich Alpers | 1. November 1937 | Februar 1944      |
| Dietrich Klagges (er folgte Alpers nach, jedoch ist es unklar, ob er den Rang des Generalforstmeisters verliehen bekam) | Februar 1944     | 1945              |

### Stellvertreter des Generalforstmeisters (immer dienstältester Abteilungsleiter)
| Name                                | Amtsantritt      | Ende der Amtszeit |
| ----------------------------------- | ---------------- | ----------------- |
| Ministerialdirektor Willi Parchmann | 3. Juli 1934 (?) | 13. Mai 1943      |
| ?                                   | 13. Mai 1943     | 1945              |

## Veröffentlichungen des Reichsforstamtes
- Reichsministerialblatt der Forstverwaltung. Hrsg. vom Reichsforstamt und Preußischen Landesforstamt.